# Polyosma helicioides
Polyosma helicioides är en tvåhjärtbladig växtart som beskrevs av Ferdinand von Mueller. Polyosma helicioides ingår i släktet Polyosma och familjen Escalloniaceae. Inga underarter finns listade i Catalogue of Life.